# Laccophilus modestus
Laccophilus modestus är en skalbaggsart som beskrevs av Régimbart 1895. Laccophilus modestus ingår i släktet Laccophilus och familjen dykare. Inga underarter finns listade i Catalogue of Life.